# André Sordet
Pour les articles homonymes, voir Sordet.
 (mai 2024).
Si vous disposez d'ouvrages ou d'articles de référence ou si vous connaissez des sites web de qualité traitant du thème abordé ici, merci de compléter l'article en donnant les références utiles à sa vérifiabilité et en les liant à la section « Notes et références ».
Jean-François André Sordet, né le 17 mai 1852 à Saint-Germain-du-Plain (Saône-et-Loire) et mort en juillet 1923, est un général français.

## Biographie
Après avoir combattu comme officier dans un régiment de marche durant la guerre franco-allemande de 1870, il étudie à l'École spéciale militaire de Saint-Cyr et opte pour l'arme de la cavalerie à sa sortie.[réf. nécessaire]
Nommé colonel commandant le 23e régiment de dragons en 1898, il devient général de brigade en 1903.
Promu général de division en 1910, il commande la 4e division de cavalerie puis le 10e corps d'armée à Rennes. En outre, il est nommé membre du Conseil supérieur de la guerre le 29 avril 1913. Dans le Plan XVII il est à la tête du Corps de cavalerie Sordet qui forme l'aile gauche du dispositif français. Il doit intervenir en Belgique en soutien de la 5e armée française en cas d'invasion du pays par les troupes allemandes. Le corps d'armée qu'il commande fait la liaison entre le BEF et la 5e Armée, il s'épuise en longues chevauchées et ne peut éclairer efficacement les avant-gardes de la 5e armée française lors de la bataille de Charleroi.[réf. nécessaire]
Il organise ensuite le repli de son unité tout en maintenant la liaison entre le BEF et la 5e armée française. Le 8 septembre 1914, à l'issue de la retraite de Belgique, durant laquelle ses divisions protègent efficacement le repli des troupes britanniques, il participe, le 7 septembre, aux premiers combats de la bataille de l'Ourcq. Ayant ordonné un recul, il est remplacé à la tête du 1er corps de cavalerie par le général Bridoux[source insuffisante]. Après ce limogeage, il exerce les fonctions d'inspecteur général des dépôts de cavalerie.[réf. nécessaire]
Le général Sordet était commandeur de la Légion d'honneur.

### Généalogie
Il est le fils de Claude Sordet (né en 1808), licencié en droit, et de Marie-Claudine Hüe de la Blanche (1818-1898).
André Sordet épouse en 1888 Henriette Bergasse (1863-1939) ; ils eurent ensemble :
- Dominique (1889-1946) ;
- Marguerite (1892-1952) ;
- Yvonne (1895-1989).

## Sources
- Dossier de Légion d'honneur du général Sordet.